# Thomas Hofmann (Lebensmittelchemiker)

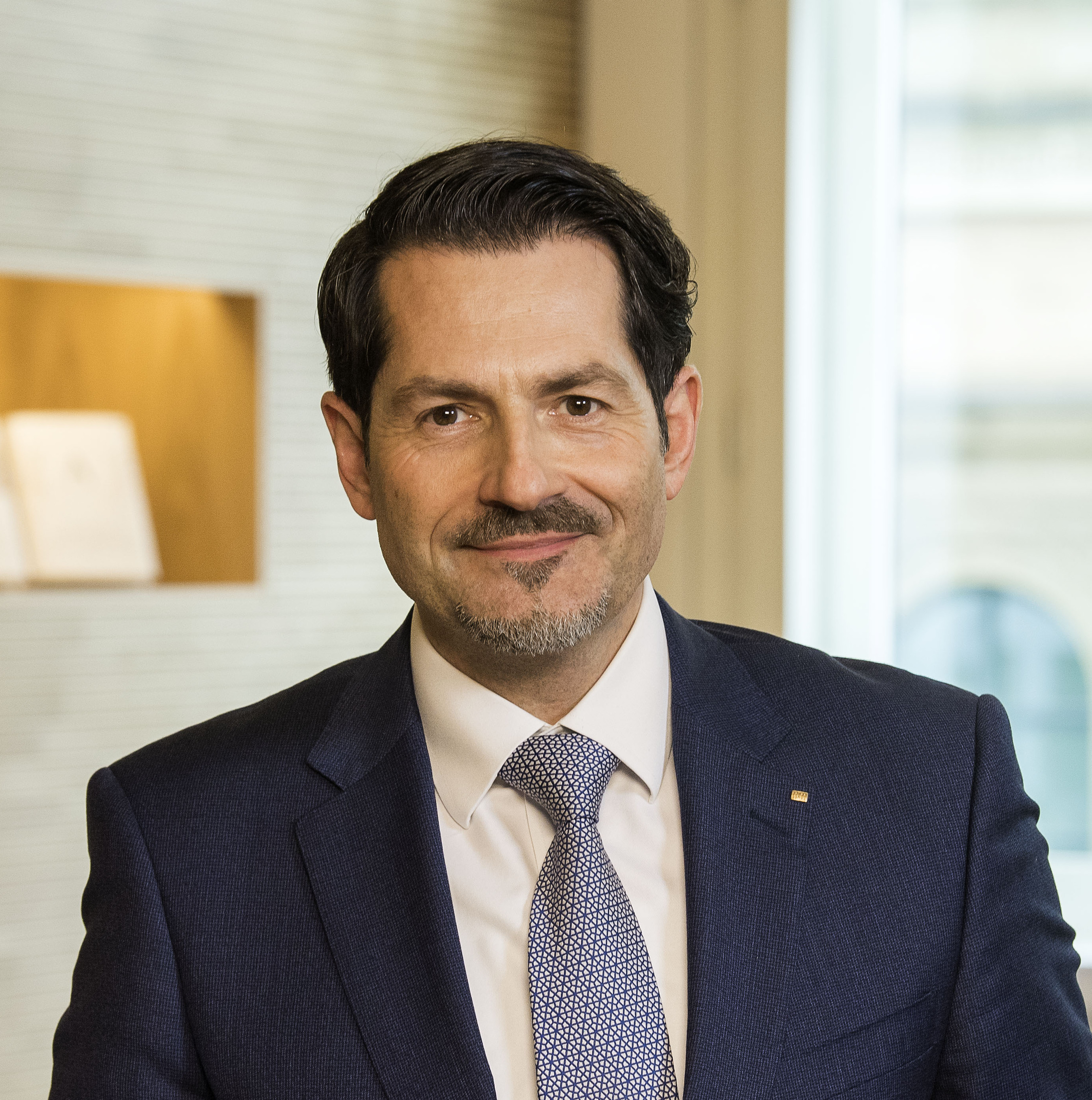

Thomas Frank Hofmann (* 1968 in Coburg) ist ein deutscher Lebensmittelchemiker und Präsident der Technischen Universität München (TUM).

## Leben und Wirken
Er legte das Abitur 1987 am Meranier-Gymnasium Lichtenfels ab und studierte von 1988 bis 1992 Lebensmittelchemie an der Friedrich-Alexander-Universität Erlangen-Nürnberg. 1995 wurde er am Lehrstuhl für Lebensmittelchemie bei Peter Schieberle mit dem Thema „Charakterisierung intensiver Geruchsstoffe in Kohlenhydrat/Cystein-Modellreaktionen und Klärung von Bildungswegen - Ein Beitrag zur Maillard-Reaktion“ von der Fakultät für Chemie, Biologie und Geowissenschaften der Technischen Universität München zum Doktor der Naturwissenschaften  promoviert und habilitierte sich 1998 an der gleichen Fakultät. Bis 2002 lehrte er als Privatdozent für Lebensmittelchemie an der Technischen Universität München und war gleichzeitig Stellvertretender Direktor der Deutschen Forschungsanstalt für Lebensmittelchemie, die sich bis 2010 in Garching befand. Von 2002 bis 2006 war er Professor (C4) und geschäftsführender Direktor des Instituts für Lebensmittelchemie der Westfälischen Wilhelms-Universität in Münster.
Ab 2007 war er Inhaber des Lehrstuhls für Lebensmittelchemie und Molekulare Sensorik am Wissenschaftszentrum Weihenstephan der Technischen Universität München. Mit dem Antritt des Amtes als Präsident der TUM wurde er beurlaubt.  Am Wissenschaftszentrum Weihenstephan leitete er bis 2014 auch die Abteilung Bioanalytik des Zentralinstituts für Ernährungs- und Lebensmittelforschung (ZIEL). Seit Anfang 2015 ist er Editor-in-Chief des Journal of Agricultural and Food Chemistry (JAFC), der größten in den USA herausgegebenen wissenschaftlichen Zeitschrift für Lebensmittelchemie. Von 2015 bis 2019 war er (zusammen mit Bernhard Küster) Ko-Direktor des Bayerischen Zentrums für Biomolekulare Massenspektrometrie (BayBioMS) der TUM. Seit 2017 bis 2019 war er zudem Direktor des Leibniz-Instituts für Lebensmittel-Systembiologie an der Technischen Universität München in Freising, der früheren Deutschen Forschungsanstalt für Lebensmittelchemie.
Von 2009 bis 2019 war Thomas Hofmann geschäftsführender Vizepräsident der TUM für Forschung und Innovation. Im Oktober 2018 wurde er vom Hochschulrat mit Wirkung zum 1. Oktober 2019 als Nachfolger Wolfgang A. Herrmanns für die Wahlperiode 2019–2025 zum Präsidenten der TUM gewählt. Er ist seit dem 1. Oktober 2019 im Amt.

## Forschungsschwerpunkte

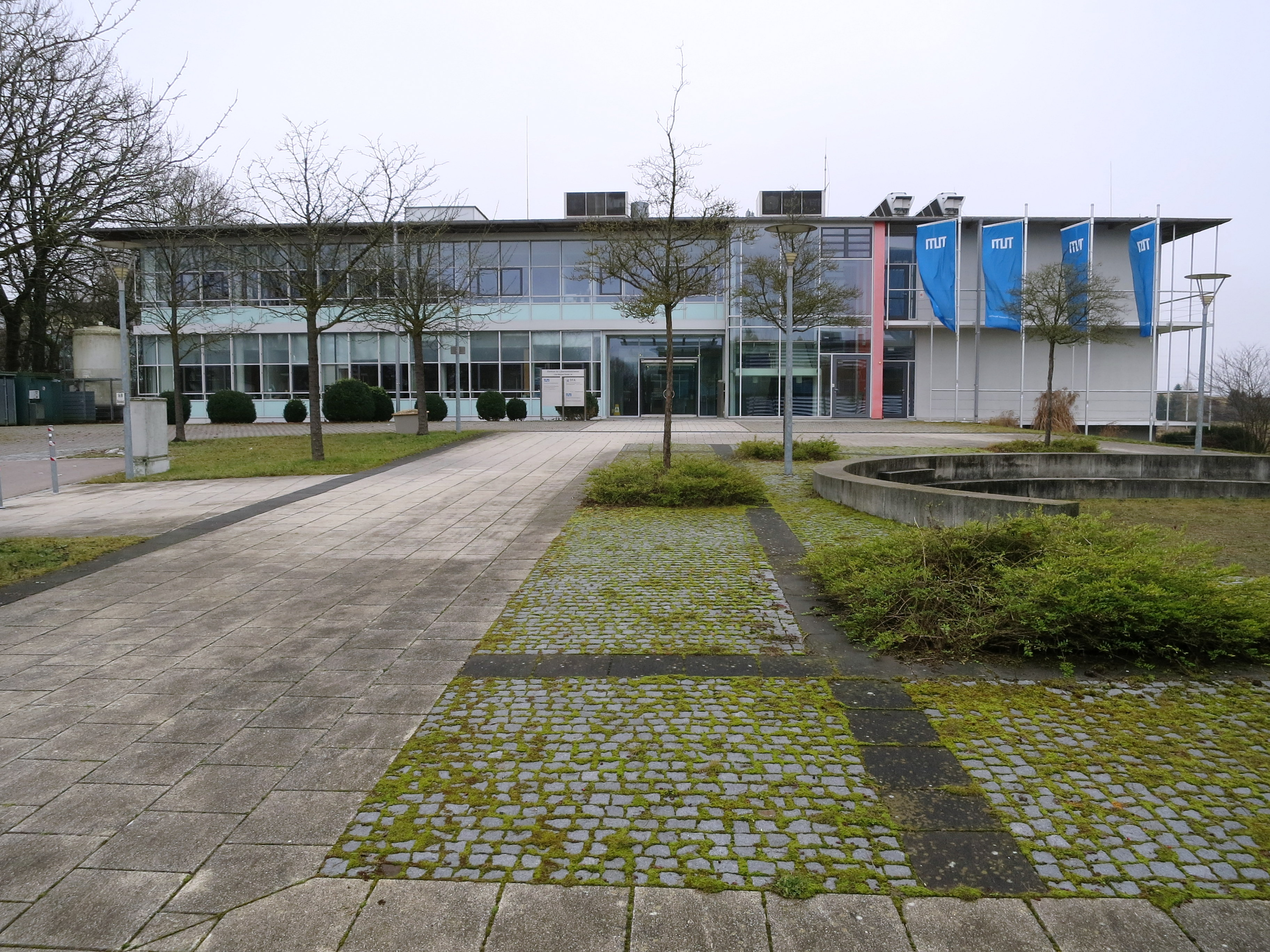
Zentrum für Lebensmittelchemie auf dem Campus Freising-Weihenstephan

An seinem Lehrstuhl, den er seit 2007 führte, leitete Hofmann bis zu seiner Beurlaubung die Forschungen internationaler Wissenschaftsteams an folgenden Schwerpunkten:
- „Sensomics“ – Strukturelle Entschlüsselung und funktionale Rekonstruktion der chemosensorischen Signaturen von Lebensmitteln;
- „Bioactives“ – Aktivitätsorientierte Charakterisierung bioaktiver Naturstoffe in Lebensmitteln und komplexen biologischen Systemen;
- „Nutritional Metabolomics“ – Humanmetabolismus biofunktionaler Lebensmittelinhaltsstoffe und molekulare Definition nutritiver Biomarkerprofile:
- „Phytometabolomics“ – Molekulare und funktionale Kartierung der metabolischen Antwort von Nahrungspflanzen auf abiotische sowie biotische Stresskonditionen;
- „Water Systems Engineering“ – Entwicklung neuartiger Verfahren zur Wasseraufbereitung und zum anlagen- und prozessorientierten Management von Energie- und Stoffströmen in der Lebensmittel- und Getränkeindustrie.[6]

## Publikationen
- Liste auf der Website der TUM, abgerufen am 9. April 2025.

## Board-Mitgliedschaften
- seit 2010 Mitglied des Wehrmedizinischen Beirats des Bundesministeriums der Verteidigung (BMVg), Berlin.
- seit 2011 Mitglied des Kuratoriums des Max-Planck-Instituts für Psychiatrie, München.
- seit 2011 Mitglied des „Governing Boards“ von TUM CREATE Ltd., Singapur.
- seit 2013 Vorsitzender des Ausschusses „Bildung & Wissenschaften“ des Wirtschaftsbeirats Bayern.
- seit 2015 Mitglied des Kuratoriums des Max-Planck-Instituts für Biochemie und des Max-Planck-Instituts für Neurobiologie, beide in Martinsried bei München.
- seit 2017 Direktor im „Supervisory Board der Knowledge and Innovation Community“ (KIC) EIT FOOD.

## Preise und Auszeichnungen (Auswahl)
- 2008 Fellow Award of the Agricultural & Food Chemistry Division, American Chemical Society (ACS), USA.
- 2013 JAFC Research Article of the Year Award 2013, Journal of Agricultural and Food Chemistry, American Chemical Society (ACS), USA.
- 2014 Advancement in the Application of Agricultural and Food Chemistry Award, American Chemical Society (ACS), San Francisco, USA.
- 2015 Eric Kneen Memorial Award, American Society of Brewing Chemists (ASBC), USA.
- 2016 Otto von Guericke-Preis, Arbeitsgemeinschaft industrieller Forschungsvereinigungen „Otto von Guericke“ e. V. (AiF), Deutschland.
- 2021 gewähltes Mitglied der Deutschen Akademie der Technikwissenschaften (acatech).
- 2023 Hochschulmanager des Jahres.

## Werke
- Mit D. Krautwurst und Peter Schieberle: Current Topics in Flavor Chemistry and Biology. Hrsg. von der Deutschen Forschungsanstalt für Lebensmittelchemie (DFA), ISBN 978-3-938896-79-2. Germany, 2013

- Mit Wolfgang Meyerhof und Peter Schieberle: Advances and Challenges in Flavor Chemistry and Biology. Hrsg. von Deutschen Forschungsanstalt für Lebensmittelchemie (DFA), ISBN 978-3-938896-38-9. Germany, 2010